# Sergio Llull
Sergio Llull Melià (Maó, 15 november 1987) is een Spaans professioneel basketbalspeler.
Llull, die 1,92 m lang is, speelt momenteel voor de club Real Madrid. Hij maakte deel uit van de Spaanse selectie die op de Olympische Zomerspelen 2012 de zilveren medaille behaalde.

## Erelijst
- Europees kampioen 2009, 2011
- Liga ACB: 2007
- Copa del Rey de Baloncesto: 2012
- Olympische Zomerspelen 2012: